# گلاوبیتس
گلاوبیتس (به آلمانی: Glaubitz) یک شهر در آلمان است که در Meissen واقع شده‌است. گلاوبیتس ۲٬۰۶۶ نفر جمعیت دارد.